# Torotix
Torotix es un género extinto de ave acuática del Cretácico Superior. Vivió a lo largo de las costas del antiguo Mar de Niobrara de América del Norte, aunque no está claro si eran aves marinas o de agua dulce. El género solo abarca a una especie, Torotix clemensi, conocida sólo a partir de un húmero parcial. El fósil de T. clemensi fue encontrado en la Formación Lance de Wyoming, EE. UU. en depósitos que datan del final del período Cretácico, hace 66 millones de años.

## Clasificación
Torotix fue descrito inicialmente por Brodkorb en 1963, quien sugirió inicialmente que estaba relacionado con los actuales flamencos, en el orden Phoenicopteriformes. Posteriormente otros investigadores sugirieron que estaba probablemente relacionado con los Charadriiformes (aves costeras). Estudios más recientes comparativos han encontrado que era más similar a los Pelecaniformes.
Un análisis cladístico del hueso de ala comparó a Torotix con el de aves modernas como el albatros de las Galápagos (un procelariforme), el alcatraz común (un "pelecaniforme" del suborden Suli), el torillo Turnix varius (un caradriforme primitivo), la cigüeñuela de cuello negro (un caradriforme más avanzado) y el flamenco Phoenicopterus sin encontrar mayor parecido a ninguna especie en particular. Por tanto, esta información proveyó más información acerca de su ecología que de sus similitudes filogenéticas.
La familia Torotigidae fue establecida inicialmente para reunir a este género con Parascaniornis y Gallornis. Sin embargo, más tarde se consideró al primero como un sinónimo más moderno de Baptornis (un ave hesperornitina), mientras que el último puede ser un miembro primitivo del grupo Galloanserae.